# Korsbrødregården
Korsbrødregården er en gotisk teglstensbygning i Korsbrødregade ved Nyborgs Vor Frue Kirke.
Huset blev opført omkring 1400 og var en filial af Johanniterordenens ordenshus i Antvorskov. Bygningen består af to fløje. Fløjen ved Korsbrødregade har en stor hvælvet kælder. Dele af bagvæggen er af bindingsværk.
Efter 1613 blev Korsbrødregården ombygget i renæssancestil.